# Верейское викариатство

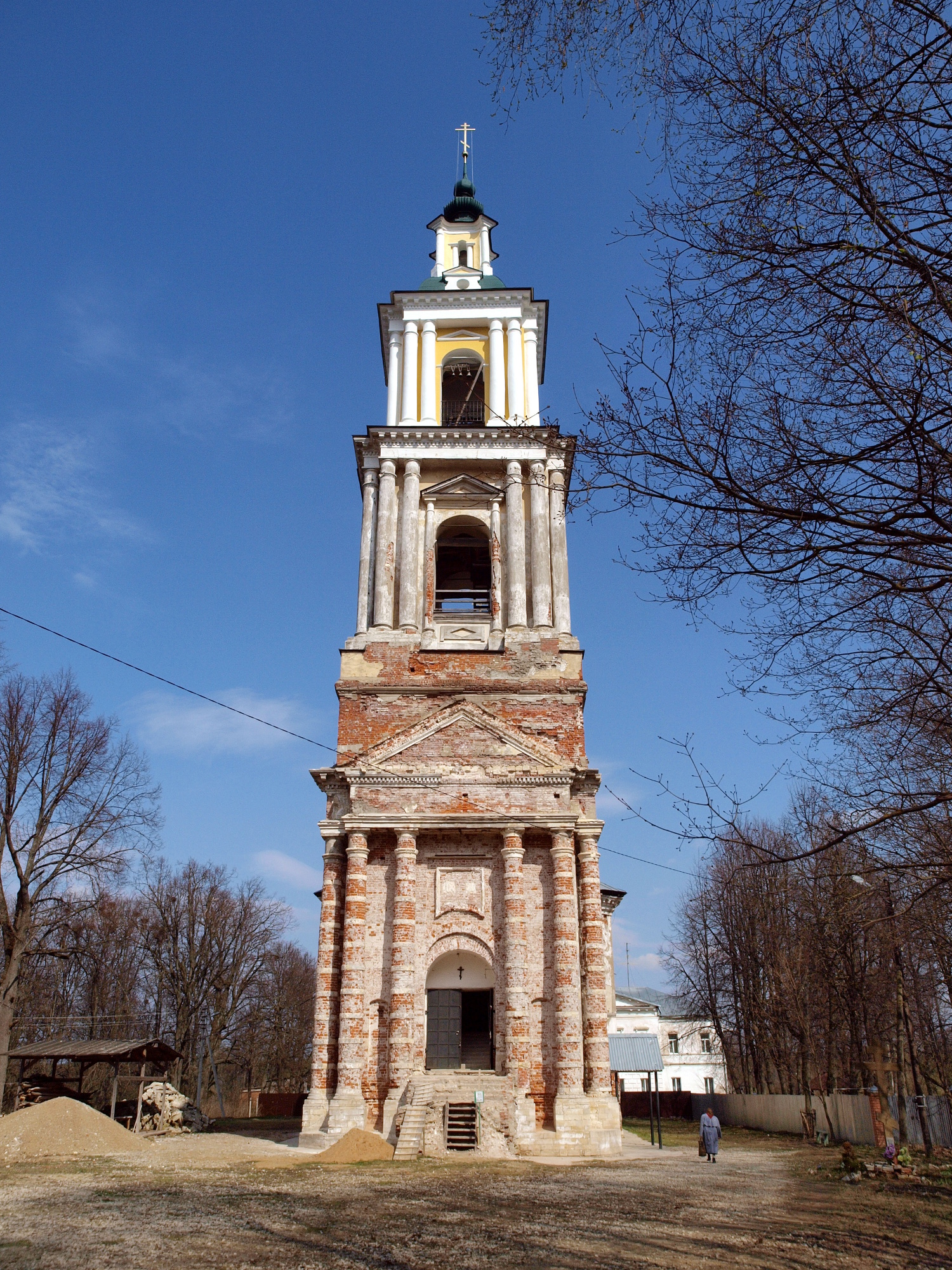
Собор Рождества Христова

Вере́йское викариа́тство — викариатство Московской городской епархии. Наименовано по городе Верея Московской области.

## История
Учреждена 17 июля 1913 года как викариатство Московской епархии. Названо по городу Верея Московской губернии. Викариатство было титулярным: все три занимавших его епископа в 1910-е — 1920-е годы служили в Москве. После кончины архиепископа Илариона (Троицкого) 28 декабря 1929 года в заключении новых назначений на Верейское викариаство не последовало.
26 февраля 1994 года решением Священного Синода архимандрит Евгений (Решетников) был избран епископом с титулом «Верейский».

## Епископы
- 4 августа 1913 — 9 октября 1917 — Модест (Никитин)
- 9 октября 1917 — 3 мая 1920 — Сильвестр (Братановский)
- 25 мая 1920 — 28 декабря 1929 — Иларион (Троицкий)
- 16 апреля 1994 — 3 июня 2018 — Евгений (Решетников)
- 14 июля 2018 — 25 августа 2020 — Амвросий (Ермаков)
- с 13 апреля 2021 — Пантелеимон (Шатов)